# Frank Dochnal
Frank Jack Dochnal (Saint Louis, 8 ottobre 1920 – Saint Louis, 7 luglio 2010) è stato un pilota automobilistico statunitense.
Ebbe discreto successo nelle corse locali in Missouri, prima di tentare la qualificazione per il Gran Premio del Messico 1963 con una Cooper a 42 anni.
Sfortunatamente durante le prove danneggiò la sua vettura e non poté prendere parte al Gran Premio. A questo punto si ritirò dalle corse continuando a lavorare come meccanico di gara.

## Risultati in Formula 1
| 1963 | Scuderia       | Vettura    |  |  |  |  |  |  |  |  |    |  |  | Punti | Pos. |
| ---- | -------------- | ---------- |  |  |  |  |  |  |  |  | -- |  |  | ----- | ---- |
| 1963 | Pilota privato | Cooper T53 |  |  |  |  |  |  |  |  | NP |  |  | 0     |      |

| Legenda | 1º posto     | 2º posto | 3º posto    | A punti         | Senza punti/Non class.  | Grassetto – Pole position Corsivo – Giro più veloce |
| Legenda | Squalificato | Ritirato | Non partito | Non qualificato | Solo prove/Terzo pilota | Grassetto – Pole position Corsivo – Giro più veloce |